# Weisheitsliteratur
| Lehr- bzw. Weisheitsbücher des Alten Testaments |
| --- |
| - Ijob (Hiob, Job) - Buch der Psalmen - Buch der Sprichwörter (Sprüche) - Kohelet (Prediger) - Hoheslied - Buch der Weisheit (katholisch und griech.-orthodox) - Jesus Sirach (Ecclesiasticus) (katholisch und griech.-orthodox) - Gebet des Manasse (griech.-orthodox) Namen nach dem ÖVBE. Pseudepigraphen der Septuaginta sind kursiv gesetzt. |

Der sogenannten Weisheitsliteratur werden die biblischen Bücher Ijob, Kohelet, Sprüche, das Hohelied, das Buch der Weisheit und einige Psalmen zugerechnet. Ein Beispiel für die ägyptische Weisheitsliteratur ist die Spruchsammlung des Ptahhotep (ca. 2450 v. Chr.), für die nordische Weisheitsliteratur das Gedicht Hávamál aus der Edda. Neben Ägypten kann Edom als ein weiteres Zentrum altorientalischer Weisheit angesehen werden.
Man unterscheidet zwischen Sprichwortweisheit (Sprüche) und spekulativer Weisheit (Kohelet, Ijob). Sprichwortweisheit verallgemeinert bewusst – in der spekulativen Weisheit geht es eher um die einzelne Person, ihre Auseinandersetzung mit der Sinnfrage, dem Leid und der Beziehung zu Gott.
Besonders in der zweiten Hälfte des zweiten vorchristlichen Jahrtausends finden wir weisheitliche Dichtung in Ugarit, Emar und anderen westsyrischen Kulturzentren, wobei dieses Genre in Syrien deutlich älter sein dürfte und an den Beginn des zweiten Jahrtausends zu datieren ist. Das Fehlen von Textquellen lässt eine Überprüfung bislang jedoch nicht zu.

## Absichten und Ziele
Es geht um eine Art schulisch zu nennenden Unterricht für die als „Söhne“ angesprochenen Lernenden. Damit sind Erwachsene gemeint, die einen höheren Beruf anstreben (z. B. königlicher Beamter). Das zu vermittelnde Wissen war in einem umfassenden Sinne gemeint und schließt das ein, was wir heute als Naturwissenschaft und Ethik trennen würden. Es geht nicht einfach um abstraktes intellektuelles Wissen, sondern darum, wie man ein glückliches, sinnvolles und gelingendes Leben führen kann. Hierzu sind gewisse Erkenntnisse im Sinne einer Lebenskunde notwendig. Diese Wahrheiten wurden nicht absolut gesetzt, sondern sind prinzipiell korrigierbar. Damit einher gehen auch paradoxe Formulierungen, an denen man besondere Freude hatte (z. B. Spr 11,24). Insgesamt ging es weniger um Handlungsanweisungen, sondern eher um die Suche nach den Gesetzmäßigkeiten des Lebens.

## Erkenntnisvorgang
Der Erkenntnisvorgang kann in vier Phasen bzw. Aspekte eingeteilt werden:
1. Ordnungen von Natur- und Welterfahrungen
2. Kausalzusammenhänge
3. Tun-Ergehen-Zusammenhang
4. Gott als Herr der Lebensordnungen

### Zu 1) Ordnungen von Natur- und Welterfahrungen
Die Weisen sammelten Alltagsphänomene, um Gleichartiges einander zuzuordnen. Als Beispiel kann man die ägyptische Listenwissenschaft nennen, die Tiere, Pflanzen, Geografisches usw. in Listen zusammenstellte. Eine biblische Parallele hierzu wäre die Beschreibung der Weisheit Salomos (1Kön 5,10–13). Ein weiteres Beispiel sind die gestaffelten Zahlensprüche, wie etwa in Spr 6,16–19.

### Zu 2) Kausalzusammenhänge
Das Prinzip von Ursache und Wirkung wurde sowohl in Flora und Fauna (Hi 8,11f) als auch im Gottesverhältnis des Menschen entdeckt (Hi 8,13). Man hat dieses Prinzip auch explizit auf die Frage nach gelingendem Leben angewandt (Spr 11,2; 25,15).

### Zu 3) Tun-Ergehen-Zusammenhang
Von den Einzelbeobachtungen bezüglich Ursache und Wirkung fragt man zurück nach der dahinter stehenden Ordnung. Der Tun-Ergehen-Zusammenhang stellt diese Ordnung dar und bezeichnet die Vorstellung, dass gute und schlechte Taten automatische Folgewirkungen entwickeln (Spr 11,11.19). Eine Schuld zu tragen bedeutet, die unheilsamen Wirkungen der Schuld zu tragen – nicht im Sinne einer richterlichen Strafe, sondern einer automatischen Konsequenz, wie etwa das schlechte Gewissen oder die Vereinsamung. Mit dem Tun-Ergehen-Zusammenhang sollte aber nicht jegliche menschliche Erfahrung erklärt werden, sondern nur eine göttliche Grundordnung identifiziert werden, die von ihm auch im Einzelfall aufgehoben werden könnte. Der Tun-Ergehen-Zusammenhang hat auch insofern seelsorgerliche Bedeutung, dass er denjenigen, die sich um ein aufrichtiges Leben gemüht haben, in Aussicht stellt, dass Notsituationen nur vorübergehende Phasen sind, von den sie Gott aber wieder befreien wird. Dadurch soll Hoffnung im Leid vermittelt werden.

### Zu 4) Gott als Herr der Lebensordnungen
Während 1–3 in den Kreis der erkennbaren Lebensordnungen zählen, so geht es nun um die verborgene Ordnung hinter allen Ordnungen. Gott selbst ist größer als die Ordnungen, die er eingesetzt hat. Daher bleibt bei aller Ansammlung von Weisheit das Leben doch ein Stück unverfügbar (Spr 21,1). Eine zu große Selbstsicherheit in Bezug auf eigene Erkenntnisse würden einer weisheitlichen Lebensweise auch widerstreben. Der Weise ist sich bewusst, dass er nicht Herr seines Lebens ist. Er ist bescheiden und zurückhaltend. In der Orientierung an Gott findet er Zuversicht, denn Planen ohne Gott ist nicht sonderlich erfolgreich (Spr 21,31; 16,9). Gottes Pläne sind größer als menschliche Absichten (Gen 50,20). Daher kann man auch von einer tiefen Frömmigkeit der Weisen sprechen, die sich v. a. darin zeigt, dass das Vertrauen auf JHWH und die Furcht JHWHs zur wichtigsten Voraussetzung aller Erkenntnis wird (Spr 1,7). Diese Furcht weiß um die überlegenen Möglichkeiten Gottes, die auch die Idee vom Tun-Ergehen-Zusammenhang vor Dogmatisierungsversuchen befreit, da Gott als Geber aller Ordnungen auch in der Lage ist, sie zeitweise außer Kraft zu setzen.